# 日下部圭
日下部 圭（くさかべ けい、1月1日 - ）は、日本の男性声優。千葉県出身。
旧芸名は山下 章（やました あきら）。2018年7月末までオフィスCHKに所属し、その後はウィングウェーヴに準所属していた。

## 出演作品

### テレビアニメ
2002年
- HAPPY★LESSON

### ゲーム
2008年
- キミの勇者（グレイ）
- 13歳のハローワークDS
- どきどき魔女神判2（神洲セイジ）

### 吹き替え
- アウトバーン・スピード
- アメリカン・ソルジャーズ2
- 美男〈イケメン〉バンド 〜キミに届けるピュアビート〜（ソ・ギョンジョン）
- エイリアンインフィニティ
- 華麗なる遺産〜燦爛人生〜（シア・チンラン）
- 観相師 -かんそうし-（ジニョン〈イ・ジョンソク〉）
- 戦場のレクイエム
- 犯罪捜査官 ネイビーファイル
- 二人の王女
- ライブラリアンズ 第一章 失われた秘宝（フリン・カーセン〈ノア・ワイリー〉）
- 蘭陵王（安徳王〈ジョージ・フー〉）
- フリーキッシュ　絶望都市（グローヴァー・ジョーンズ〈レオ・ハワード〉）